# Левые Гайны
Левые Гайны — деревня в Сюмсинском районе Удмуртской республики.

## География
Находится в западной части Удмуртии на расстоянии приблизительно 8 км на восток-юго-восток по прямой от районного центра села Сюмси.

## История
Известна с 1905 года, когда в ней было 17 дворов, в 1926 — 28 хозяйств. До 2021 года входила в состав Дмитрошурского сельского поселения.

## Население
Постоянное население составляло: 113 человек (1905), 134 (1926), в том числе удмуртов 127, 5 в 2002 году (удмурты 100 %), 4 в 2012.